# Francesco di Paola, hertig di Trapani
Francesco di Paola, hertig di Trapani, född 13 augusti 1827 i Neapel, död 24 september 1892 i Paris, var en prins av Bägge Sicilierna. Han var son till Frans I av Bägge Sicilierna och Maria Isabella av Spanien.
Gift 1850 med sin systerdotter, ärkehertiginnan Isabella, prinsessa av Toscana (1834-1901), dotter till Leopold II av Toscana.

## Barn
- Antonietta (1851-1938); gift 1868 med Alfonso, greve av Caserta (1841-1934)
- Leopoldo (1853-1870)
- Maria Teresa (1855-1856)
- Caroline (1856-1941); gift 1885 med greve Andrzej Zamoyski (1852-1927)
- Ferdinando (1857-1859)
- Maria Annunziata (1858-1873)